# Walter Netzsch
Walter Netzsch (* 1926 in München; † 1992 in Baden-Baden) war ein deutscher Regisseur, Schauspieler und Schriftsteller. Er erlangte insbesondere durch seine Arbeit im Bereich des Hörspiels Bekanntheit und inszenierte zahlreiche erfolgreiche Produktionen, darunter Dickie Dick Dickens und Gestatten, mein Name ist Cox.

## Leben und Werk
Walter Netzsch wurde 1926 in München als Sohn von Hermann und Johanna Netzsch geboren. Er machte sich insbesondere in den 1950er- und 1960er-Jahren einen Namen als Regisseur von populären Kriminalhörspielen. Er arbeitete eng mit den Autoren Rolf und Alexandra Becker zusammen und inszenierte mehrere ihrer Hörspielproduktionen.
Walter Netzsch war mit Erika Netzsch verheiratet. Gemeinsam haben sie zwei Söhne, Axel und Christian Netzsch.
Walter Netzsch starb 1992 in Baden-Baden und wurde auf dem Nordfriedhof in München beerdigt.

## Hörspiele (Auswahl)
Die ARD-Hörspieldatenbank enthält (Stand: März 2025) für den Zeitraum von 1949 bis 1991 insgesamt 223 Datensätze, bei denen Walter Netzsch als Mitwirkender geführt wird, darunter 181 als Regisseur, 26 als Autor und 29 als Sprecher.
Besondere Bekanntheit erlangte Netzsch durch die Regiearbeit an der Kriminalhörspielserie Dickie Dick Dickens, die in den Jahren 1958 bis 1960 in mehreren Staffeln produziert wurde. Ebenso führte er Regie bei der Hörspielserie Gestatten, mein Name ist Cox, einer weiteren beliebten Krimireihe aus dieser Zeit.
In den 1980er-Jahren war er außerdem an der Produktion der achtteiligen Hörspielserie Die Experten beteiligt, die vom Bayerischen Rundfunk ausgestrahlt wurde.
Neben seiner Tätigkeit als Regisseur war Netzsch auch als Schauspieler und Schriftsteller aktiv. Gemeinsam mit Kurt Wilhelm und Olf Fischer schrieb er Beiträge zur Hörspielreihe Brumml-G'schichten, darunter die Episode Achtung! Aufnahme (1952). Zudem war er als Verfasser des Hörspiels Der Biberpelz (1958) beteiligt.

### Als Autor (Auswahl)
- 1956: 30 Sekunden – Regie: Ferry Bauer (ORF Oberösterreich)[5]
- 1974: Die Mehlwurmaffäre, auch Regie, Groteske (SWF)[6]
- 1975: Eifersucht im Waldbachtal, Regie: Seemann, Mundartkrimi zum Mitmachen, ins Schwäbische übertragen von Joseph Hasenbühler (SWF)[7]
- 1976: Rubine im Versteck, auch Regie, Mundartkurzkrimi, ins Schwäbische übertragen von Joseph Hasenbühler (SWF)[8]

### Als Regisseur (Auswahl)
- 1947: Oscar Wilde: Das Verbrechen des Lord Arthur Savile (SWF)
- 1949: Jan de Hartog: Schiff ohne Hafen (SWF)
- 1954: Fritz Meingast: Hund ohne Halsband. Eine kleine Begebenheit aus der Großstadt. (BR)[9]